# زرد کروم
کروم زرد (به انگلیسی: Crome Yellow) اولین رمان نویسنده بریتانیایی، آلدوس هاکسلی است که ابتدا توسط انتشارات چاتو و ویندوس در سال ۱۹۲۱ در انگلستان، سپس توسط شرکت جرج اچ. دوران در سال ۱۹۲۲ در ایالات متحده آمریکا منتشر شد.
این رمان در تابستان ۱۹۲۱ در تفرجگاه ساحلی فورته دی مارمی توسط آلدوس هاکسلی نوشته شد و در نوامبر همان سال منتشر شد. کروم زرد با ماهیت اپیزودیک و سبک طنز اجتماعی به روایت یک مهمانی خانگی پس از جنگ جهانی اول در املاک روستایی هنری ویمبوش به نام «کروم» می‌پردازد و حول رابطه عشقی ناگوار دنیس استون و آن ویمبوش می‌چرخد.

## ترجمه به فارسی
- زرد ک‍روم‍ی‌، ترجمه ش‍ی‍ری‍ن ت‍ع‍اون‍ی؛ (ت‍ه‍ران: ش‍رک‍ت ان‍ت‍ش‍ارات ع‍ل‍م‍ی و ف‍ره‍ن‍گ‍ی‏‫، ۱۳۶۸)[۵]
- زرد کرومی: تابستان خاموش، ترجمه ش‍ی‍ری‍ن ت‍ع‍اون‍ی؛ (تهران: انتشارات نیلوفر‏‫‬، ۱۴۰۰) شابک: ۹۷۸۶۲۲۷۷۲۰۳۰۳[۶]